# Crónicas del mal
Crónicas del mal es una serie de televisión producida por Mabuse para Televisión Española sobre trece historias de terror. Esta serie fue emitida en la cadena pública en 1992 así como posteriormente en 1998 en Canal AluCine. En ella se dieron cita algunos de los mejores directores e intérpretes del cine español.

## Episodios

### Su juguete favorito
- Director:

Antonio Drove.
- Reparto:

Antonio Resines, Olvido Lorente, Laura Cepeda, El Gran Wyoming. Niños: Eva y Marta Abellán y Jaime Botella.
- Argumento:

Alba (Marta Abellán) es una niña con un alter ego maligno, Aurora (Eva Abellán), que la observa desde el espejo y la irrita con bromas y comentarios crueles. Los padres de Alba, Jesús (Antonio Resines) y Marisa (Olvido Lorente), han tenido recientemente un segundo hijo, Alvarito (Jaime Botella), al que Alba molesta con travesuras bajo la influencia de Aurora. La niña recibe un trato desigual por parte de sus padres: Marisa es fría y dura con su hija, a la que ve como una amenaza contra el bebé, mientras que Jesús la trata con un poco más de afecto; la pareja arrastra una crisis desde hace mucho tiempo debido a los celos de Marisa y a la evidente atracción de Jesús por Carmen (Laura Cepeda), amiga de ambos.
El momento culminante llega una noche en la que los padres de Alba cenan en el jardín con sus amigos, Carmen e Iñaqui (El Gran Wyoming): incitada por Aurora, que aspira a convertir a Jesús y Marisa en sus padres, Alba asesina a Alvarito en su cuna. Rotos de dolor e incapaces de comprender los motivos que han llevado a su hija a matar a su hermano, Jesús y Marisa entierran al bebé en el jardín y plantan encima un rosal. A la mañana siguiente, ambos se quedan boquiabiertos cuando Alba les presenta a Aurora, que utiliza su influjo maligno para que la acepten como a una hija más. 
Más tarde, Marisa recibe la visita de Carmen, que se sorprende al ver el rosal nuevo. Alba le cuenta todo lo sucedido a Carmen, que expresa su preocupación ante Marisa por las palabras de la niña. Enfurecida e influenciada por Aurora (que solo es visible para los miembros de la familia), Marisa golpea a Carmen y la deja inconsciente antes de dejarla atada y amordazada en el suelo de la cocina. Cuando Jesús descubre lo sucedido, Marisa lo incita a matar a Carmen para demostrarle su amor, pero en ese momento aparece Iñaqui buscando a su esposa. Jesús conduce a su amigo a la cocina, donde lo degüella antes de asesinar a Carmen de una puñalada en el costado.
El episodio termina con la familia posando para una fotografía con tres rosales nuevos en el jardín y Aurora esbozando una siniestra sonrisa.

### El ascensor
- Director:

José María Carreño.
- Reparto:

Carmen Elías, Pedro Miguel Martínez, Lola Lemos, Tina Sáinz, Pedro G. de las Heras.
- Argumento:

Laura (Carmen Elías) es una traductora de japonés que se traslada a un piso en alquiler para cambiar de vida tras romper con Víctor (Pedro Miguel Martínez), su marido. Una vez instalada, Laura conoce a sus extrañas vecinas, entre ellas Maruja (Tina Sáinz); toda son inquilinas de renta antigua que viven bajo el continuo temor de ser expulsadas para poder subir los alquileres. Las mujeres advierten a Laura de la presencia de Asunción, la antigua inquilina de la vivienda que ahora habita, una anciana que se suicidó tras ser desahuciada y cuyo cadáver apareció en el ascensor del edificio.
El ascensor, que no ha vuelto a funcionar desde el suicidio de Asunción, sube y baja solo por las noches; para desesperación de Laura, ella es la única que lo advierte. El ruido del ascensor y los lamentos de la vecina de al lado (Lola Lemos), que cree que Asunción vive todavía, provocan en ella un estado de ansiedad que necesita combatir con tranquilizantes, lo que le impide concentrarse en su trabajo. A ello se suma el perturbador descubrimiento de que el cartel de "NO FUNCIONA" del ascensor esté escrito con la misma letra que los bordados realizados por Asunción.
Una noche, el ascensor se para delante de Laura, y su puerta se abre sola, invitándola a subir hasta la buhardilla del edificio. Víctor, que va a buscar a su esposa, encuentra su puerta abierta y sube las escaleras hasta encontrar a Laura en la ventana de la buhardilla. Sin darse cuenta de que la vecina de al lado lo ha seguido, Víctor intenta tranquilizar a una aterrorizada Laura, pero esta se sobresalta al ver a la anciana y muere tras caer al vacío, para inmenso dolor de Víctor.
Al final del episodio, pueden verse dos pares de huellas de pies en el suelo del ascensor, dando a entender que el espíritu de Asunción y ahora también el de Laura se encuentran atrapados en el ascensor.

### El ojo que te ve
- Director:

Pedro Costa.
- Reparto:

Ariadna Gil, Felipe Vélez, Ángela Grey, Josep Linuesa, Eva León, Toñi Serrano, Elsa Sierra y Edmundo Aguiar.
- Argumento:

Arantxa (Ariadna Gil) es una mujer que está en su casa por la noche viendo una película titulada El ojo que te ve, ambientada en Nueva York en los años 50. A lo largo del episodio, el público puede ver que los hechos de la película se corresponden con todo cuanto le sucede a Arantxa.
La protagonista del filme es Rhonda Grey (Ángela Grey), una atractiva cantante de club nocturno que, después de una noche de trabajo, regresa a su apartamento para esperar allí a su amante, Charlie. Mientras Rhonda se cambia de ropa y se peina en su habitación, empieza a llover, y la cámara enfoca a la ventana del apartamento del otro lado de la calle, donde puede verse a una pareja joven (Felipe Vélez y Toñi Serrano). 
Entretanto, Arantxa recibe la visita de su novio, Juan (Josep Linuesa), que se molesta con ella al ver que prefiere quedarse en casa viendo la película antes que salir a cenar con él. Juan se va a comprar comida china y Arantxa, aprovechando una pausa publicitaria, sale al balcón a fumar; casualmente, también está lloviendo. Desde el balcón, Arantxa ve a los vecinos de enfrente (Edmundo Aguiar y Elsa Sierra) discutiendo agriamente; el hombre le arrebata una maleta a su esposa, que intenta abandonarlo, para después golpearla repetidamente.
La película continúa con Rhonda espiando a sus vecinos de enfrente y descubriendo que el hombre, que es asmático, ha estrangulado a su novia con el cable de una bombona de oxígeno. Un relámpago ilumina la escena, y el asesino descubre a Rhonda mirándolo desde su ventana. 
Viendo que Juan tarda en regresar, Arantxa vuelve a asomarse al balcón y descubre que su vecino ha matado a cuchilladas a su esposa. Igual que en la película, el asesino sorprende a Arantxa a la luz de los relámpagos.
En la película, Rhonda intenta pedir socorro primero por teléfono y luego a su vecina y amiga Dolores (Eva León), pero esta se ha encerrado en su casa para emborracharse y duerme profundamente. Finalmente, consigue llamar a Bob, el dueño del club, que le aconseja que espere a que llegue Charlie y que no llame a la policía para evitarse problemas. Justo después de la conversación con Bob, el asesino de la película corta la línea telefónica de Rhonda para que no pueda pedir auxilio y sube las escaleras para ir a por ella.
Por su parte, Arantxa descubre que también ella se ha quedado sin línea telefónica y que alguien intenta forzar su puerta para abrirla. Aterrorizada, se esconde en el armario de su dormitorio mientras el asesino entra en su casa, buscándola.
Rhonda se oculta del asesino en la oscuridad, pero este la encuentra y se arroja sobre ella para tratar de estrangularla, pero en ese momento llega Charlie, que se enfrenta al hombre y logra salvar a su amada. 
La película concluye felizmente, con Rhonda y Charlie fundidos en un abrazo, pero el episodio acaba de forma totalmente opuesta: Juan regresa, preguntándose si ha llegado demasiado tarde, cargado con bolsas de comida y buscando a Arantxa, que yace muerta en el suelo del salón con un cuchillo clavado en el pecho.

### La puerta del éxito
- Director:

Ramón Gómez Redondo
- Reparto:

Sancho Gracia, Raúl Solís, Laila Ripoll, Nathalie Seseña, Antonio Segovia y María Sanz.
- Argumento:

Andrés (Raúl Solís) es un niño huérfano de padre que se está preparando para hacer su Primera Comunión, por lo que acompaña a su madre (Laila Ripoll) a los Almacenes Paraíso para comprarse un traje. Mientras su madre intenta llamar la atención de la dependienta (Nathalie Seseña), el niño, al que siempre está vigilando algún guardia de seguridad, se escabulle por los pasillos en dirección a los juguetes y hace algunas travesuras hasta que se da cuenta de que se ha perdido. De repente, Andrés encuentra una misteriosa puerta blanca con un cartel en que se lee "EXIT" ("salida" en inglés), pero él cree que significa "éxito" y decide atravesarla.
Para sorpresa del niño, la puerta conduce a los pasillos subterráneos de los almacenes, un lugar oscuro y solitario en el que encuentra, en primer lugar, varios maniquíes infantiles con trajes y vestidos de Primera Comunión. Tras bajar unas escaleras, se da de bruces con un enorme perro negro; siguiendo las huellas ensangrentadas del animal, encuentra el cadáver de un guardia de seguridad con heridas por mordeduras. Perseguido por el perro, Andrés llega hasta un pasillo que acaba con una puerta en la que se lee "NO PASAR. PELIGRO DE MUERTE". Sin embargo, en la boca del pasillo, el animal aparentemente desaparece y en su lugar se presenta el calefactor del edificio (Sancho Gracia), la persona a cargo de mantener siempre encendida la caldera de los almacenes. 
El hombre le explica en tono amigable al niño que el perro que ha creído ver ha sido solamente un producto de su imaginación y el supuesto cadáver es en realidad un maniquí muy viejo; además, su madre lo está buscando y que lo va a llevar junto a ella. Pero en lugar de conducir a Andrés de vuelta a la superficie, el calefactor entra con el niño por la puerta antes indicada, que lleva al cuarto de calderas. Transformándose en un espantoso demonio amarillo, el hombre intenta arrojar a Andrés al fuego, pero él logra escapar y sube por el ascensor. 
En el piso superior, los maniquíes, que han cobrado vida, le dan a Andrés un vestido para intentar camuflarlo, pero el demonio aparece (también con traje de Primera Comunión) y obliga a Andrés a bailar con él mientras los maniquíes vuelven a su forma original y se destruyen uno a uno. Justo antes de que el demonio acerque su boca a él para devorarlo, Andrés es despertado por un guardia (Antonio Segovia): se ha dormido en un sofá, y todo ha sido una pesadilla. Mientras el guardia se lleva al niño, la puerta blanca, que estaba abierta, se cierra sola.
De nuevo con su madre, Andrés elige un traje y se lo prueba con su ayuda en el probador; entretanto, la puerta blanca vuelve a abrirse. Cuando la mujer sale del probador, el demonio se aparece en el espejo y lo rompe antes de arrojarse sobre Andrés en forma de perro.
El episodio termina con el demonio, nuevamente en forma humana, regresando triunfalmente a los pasillos subterráneos y la madre llorando con el cadáver ensangrentado de Andrés en sus brazos, imitando una pietà. Sobre un mostrador, el misal que hojeaba la madre de Andrés ha quedado abierto por una página ilustrada que muestra a Lucifer en su caída con un rostro muy similar al del hombre.

### Compañeros en el crimen
- Director:

Juan Miñón
- Reparto:

Juanjo Puigcorbé,
Patricia Adriani,
Carlos Hipólito,
Tony Isbert.
- - Argumento:

Luis Cebrián (Juanjo Puigcorbé) es un director de cine cuya segunda película, La muerte de un extraño, está fracasando en taquilla en Madrid. Por ello, su distribuidor, Ángel (Tony Isbert), le informa de que la película también dejará de emitirse en los cines de Barcelona y Valencia. Inesperadamente, se comete un asesinato que imita fielmente el argumento del filme; la suerte de Luis cambia, y La muerte de un extraño se convierte en un gran éxito. 
Sin embargo, cuando Ángel le pide a Luis que escriba un argumento para una nueva película, el director no logra encontrar la inspiración que necesita. Para su sorpresa, el asesino lo llama por teléfono para manifestarle su admiración y darle las gracias por la película, pues, según él, el filme le dio ánimos para resolver sus problemas a través del crimen; impactado y lleno de curiosidad, Luis se cita con el asesino para cenar en un restaurante.
El asesino (Carlos Hipólito), un hombre joven y de aspecto refinado, le pregunta a Luis por sus futuros proyectos cinematográficos y le regala un documento escrito de su puño y letra en el que explica, a modo de guion cinematográfico, cómo cometer un crimen perfecto en el que no solo es imposible arrestar al culpable, sino que todas las pruebas están manipuladas para señalar a un inocente.  
Unos días después, Ángel llama a Luis para informarle de que se ha cometido un crimen idéntico a la historia contada en el documento del asesino. Aterrorizado, Luis descubre que el asesino se está acercando a su esposa, Isabel (Patricia Adriani), y trata de amedrentarlo sin éxito para que los deje en paz. En casa, Luis le confiesa a Isabel, que ha estado espiando la conversación de ambos hombres, quién es el desconocido y qué quiere de él, pero también le impide que llame a la policía cuando ella intenta pedir auxilio; el director acaba por ceder a las presiones del asesino, cuyo crimen se convierte en el guion de su nueva película, Los reinos de la noche.
Cuando comienzan las audiciones para elegir al actor protagonista, Luis se queda horrorizado al reconocer entre los candidatos al propio asesino, que se presenta con el nombre de Alonso Martínez y realiza una audición excelente. A pesar de las protestas de Luis, la película se rueda con Alonso de protagonista; el filme se convierte en un éxito y el asesino, en una estrella. 
El día del estreno, Ángel, creyendo que se trata de un borrador para un guion cinematográfico, le entrega a Luis un segundo documento manuscrito de parte del asesino, dando a entender que ha vuelto a matar y que desea que Luis lleve su nuevo crimen a la gran pantalla. Asqueada por la situación, y sabiendo que su esposo acabará haciendo una nueva película cada vez que el asesino lo desee, Isabel abandona a Luis. 
El episodio termina con Alonso y Luis (este último a la fuerza) posando con gesto sonriente en una fotografía de prensa.

### La casa embrujada
- Director:

Luciano Valverde.
- Reparto:

Ángel de Andrés López, Ana Marzoa, Francisco Guijar.
- Argumento:

Julio (Ángel de Andrés López), Isabel (Ana Marzoa) y Félix (Francisco Guijar) son buenos amigos y grandes aficionados a las bromas desde que estudiaban en la universidad. Con el paso de los años, Julio e Isabel se casaron, mientras que Félix se quedó soltero. Una noche, Julio informa a su esposa de que su empresa ha comprado una antigua mansión muy popular en la ciudad, conocida como "La casa del fantasma", y tienen que pasar el fin de semana en ella haciendo el inventario de los muebles; ello supone una oportunidad para pasar tiempo juntos y a la vez celebrar el cumpleaños de Isabel.
La pareja se traslada con su coche a la mansión; nada más llegar, Isabel es víctima de una broma por parte de Félix, que esperaba escondido para asustarla. La mujer se enfurece con su amigo, pero acaban reconciliándose y besándose apasionadamente en el jardín hasta que ella descubre una silueta espiándoles desde el segundo piso. La pareja se llena de temor al creerse descubiertos por Julio, pero él aparece y los conduce hasta lo resulta ser una estatua con un abrigo y un sombrero.
Al caer la noche, estalla una tormenta, y los tres amigos se entretienen bebiendo y cantando canciones antiguas; entre ellas, Sapore di sale, la favorita de Isabel. Buscando velas para sobrellevar un posible apagón, Félix encuentra una vieja pistola en un cajón y apunta con ella a sus amigos en tono de broma; para su sorpresa, el arma está cargada y se dispara, aunque solo provoca daños materiales.
Poco después, durante la cena, Isabel relata qué sucedió en "La casa del fantasma": muchos años atrás, se produjo un asesinato, y desde entonces el espíritu del asesino vaga como un alma en pena; cada vez que se aparece, alguien muere. Julio manifiesta su escepticismo ante la historia, mientras que Félix sí cree en el relato. De repente, comienzan a oírse ruidos extraños procedentes del piso superior, por lo que Julio decide subir a investigar y deja a Isabel y Félix solos. Tras comprobar que la fuente del ruido es solo un viejo juguete, Julio regresa al salón y sorprende a su esposa y su amigo besándose, pero finge no haber visto nada.
Ya de madrugada, Julio intenta volver a ganarse el afecto de su esposa, pero ella lo rechaza. Poco después, Félix hace lo mismo, y ella se deja abrazar y besar por él, hasta que, súbitamente, se produce un apagón y se oye una voz fantasmal pidiendo ayuda. Félix sube a investigar con una linterna y la pistola, mientras que Isabel lo sigue a oscuras y con un cuchillo. Al ver una puerta abrirse tras él, Félix se sobresalta, dispara el arma y mata accidentalmente a Isabel. 
Lleno de dolor, Félix llora por su amante, pero entonces oye la voz de Julio a su espalda: "El fantasma soy yo". Furioso al comprender que todo ha sido una trampa para vengarse de ambos, Félix amenaza a su amigo con la pistola, pero Julio le recuerda que el arma tiene sus huellas, y Félix se suicida de un disparo. Julio deja los dos cadáveres sobre una cama con las manos entrelazadas.
Al amanecer, mientras dos agentes de la Guardia Civil se aproximan a la mansión, Julio hace sonar la caja de música que le regaló Félix el día anterior a Isabel. Llevado por un impulso, sube al dormitorio y descubre que los cadáveres de su esposa y su amigo han desaparecido, tras lo cual baja las escaleras hasta la puerta principal para recibir a los agentes, que son los propios Isabel y Félix, todavía con restos de sangre. 
El episodio termina con Julio dejándose arrestar por la pareja y los tres alejándose de la mansión mientras comienzan a silbar la melodía de The Wonderful Wizard of Oz.

### Matar el tiempo
- Director:

Manolo Matjí.
- Reparto:

José Manuel Cervino, Aitor Merino, Laura Bayonas, Maite Blasco y Adolfo Arrieta.
- Argumento:

Daniel (Aitor Merino) es un joven rebelde con una gran afición por las películas de suspense y policíacas. Su madre (Maite Blasco), dueña de una tienda de lencería, va a casarse con Rafael (José Manuel Cervino), el director del centro comercial en el que ella trabaja y con el que Daniel tiene una pésima relación. Deseosa de que ambos empiecen a tener una relación cordial, la mujer le pide a Daniel que le lleve el esmoquin de la boda a su futuro padrastro. A lo largo de todo el episodio, una voz femenina, idéntica a la de la megafonía del centro comercial, acompaña a Daniel en su cabeza animándole a castigar a todos los que le perjudican o han perjudicado de una forma u otra.
En su camino, Daniel ve en un televisor al escritor Darío Chao (Adolfo Arrieta) haciendo publicidad de su libro Diccionario de asesinos; el autor comenta que ha conocido a más de cuatrocientos homicidas, y que el noventa por ciento de ellos lleva tatuajes. Impactado al ver a una hermosa joven llamada Teresa (Laura Bayonas), Daniel la sigue hasta la sección de libros, donde precisamente se encuentra Chao firmando ejemplares. Mientras Daniel ayuda a Teresa a sacar una cajetilla de cigarrillos de la máquina de tabaco, Chao los observa con gesto preocupado. Instantes después, ella señala un cartel con la portada del libro de Chao y comenta que Daniel se parece a uno de los asesinos retratados en ella, tras lo cual se marcha rápidamente y deja al joven patidifuso.
Daniel finalmente le entrega el esmoquin a Rafael, que se lo prueba en el aseo mientras le explica a su futuro hijastro que, en cuanto se case con su madre, será un padrastro severo y estricto que no se andará con contemplaciones. Cuando Rafael se quita la chaqueta y se arremanga para lavarse las manos, Daniel queda impactado al ver un tatuaje en forma de cabeza de tigre en su antebrazo derecho. Recordando las palabras de Chao, Daniel va a buscar al escritor, al que encuentra con Teresa, que resulta ser su novia. En tono burlón, ambos le regalan un ejemplar del Diccionario de asesinos, alegando que todos ellos aparecen en el libro, con una siniestra dedicatoria: "Para Daniel, condenado a ser devorado por los leones con rabia".
Daniel comienza a hojear el Diccionario en la cafetería del centro comercial y queda horrorizado al encontrar su nombre completo y una fotografía con la ropa que lleva en ese instante. Va en busca de Chao para pedirle explicaciones, pero no logra encontrarlo; al regresar a la cafetería, descubre que también su libro ha desaparecido y está a punto de llegar a las manos con un camarero y con tres jóvenes que llevan un ejemplar del libro. Aconsejado por un guardia de seguridad, el joven se dirige al Departamento de Dirección, donde sorprende a Rafael teniendo relaciones sexuales con Teresa en su despacho.
Ofuscado por la desesperación, el joven sigue al aseo de señoras a una mujer a la que ve con un ejemplar del Diccionario. Lejos de asustarse, la mujer se excita ante la persecución y le exige a Daniel, al que se le nubla la vista por el nerviosismo, tener relaciones sexuales con ella a cambio de una ojeada al libro. Más tarde, Daniel vuelve a la cafetería y se disculpa con el camarero, pero los duros reproches de este hacen que se marche de allí furioso y regrese con su madre; esta le pide que trate a Rafael con más amabilidad y así conseguirá siempre lo que desee. Pero cuando la mujer le dice que le va a cortar "eso que te cuelga" (refiriéndose a la etiqueta del chaqué), la voz de la cabeza de Daniel lo pone en alerta.
Daniel regresa en secreto al despacho de Rafael con las tijeras de su madre, con las que asesina a Teresa; Rafael, que está afeitándose con una maquinilla eléctrica en el baño, no oye nada por el ruido del aparato. Cuando Rafael encuentra el cadáver, agarra impulsivamente las tijeras y deja sus huellas, por lo que es acusado de tres asesinatos: el de Teresa, el de la mujer del aseo y el de la madre de Daniel, muertas las tres a manos del joven.
El episodio termina con Daniel en el cine con una sonrisa triunfadora, rememorando el arresto de Rafael como si se tratase de una película policíaca.

### No habrá flores para los muertos
- Director:

Ricardo Franco
- Reparto:

Manuel Alexandre, Jesús Bonilla, Ana Labordeta, Patricia Figón.
- Argumento:

Don Marcelino (Manuel Alexandre) y Elena (Patricia Figón) son dos fantasmas que una noche intentan comunicarse por teléfono con sus seres queridos. Desde una cabina telefónica, el anciano don Marcelino llama a su hijo, Luis (Jesús Bonilla), trabajador de un matadero, pero este se cree que es una broma de mal gusto y cuelga después de insultar a su interlocutor. Por su parte, Elena, una niña de diez años, llama a su hermana mayor, Patricia, y deja un mensaje en su contestador automático explicando que el anciano y ella se han escapado y que se trata "de un asunto de vida o muerte".
A la noche siguiente, Patricia (Ana Labordeta), que también trabaja en el matadero, va a buscar a Luis, quien fuera su novio, y le muestra el mensaje de Elena. La niña, que falleció de leucemia dos años antes, explica en la grabación que los fallecidos por causas naturales sufren en el Más Allá por falta de espacio, mientras que los asesinados poseen sitio de sobra por ser menos. Por este motivo, don Marcelino y Elena van a matar a varias personas para que haya más fallecidos del segundo grupo y, así, descongestionar la zona del Más Allá perteneciente a los muertos por causas naturales.
Luis reacciona con incredulidad e ira ante el mensaje, pero acaba compadeciéndose del dolor de Patricia, y la acompaña a un encuentro en un descampado próximo a la autopista M-30. Allí, Patricia queda extasiada al encontrar a su hermana menor, que explica que el anciano se encuentra esperando en un hotel especial para fantasmas. Los tres acaban en el apartamento que comparte Luis con su nueva novia, Rosana, que huye de allí con su bebé al enterarse de todos los detalles.
Más tarde, Elena conduce a Luis y Patricia al hotel, donde él decide entrar en solitario para hablar con su padre. A medida que se ven rodeados por cada vez más fantasmas (todos ellos, como don Marcelino y Elena, vestidos de negro y con gafas oscuras), don Marcelino le confiesa a su hijo que los sentimientos humanos también mueren poco a poco al fallecer la persona, y que ahora los demás muertos son su familia. Antes de que pueda reaccionar, Luis es apuñalado múltiples veces por los fantasmas antes de ser rematado por su padre. Patricia, que es testigo del crimen, huye con Elena, pero esta la arroja de un empujón a una zona con cemento fresco. Atrapada en el cemento, Patricia muere aplastada por una apisonadora ante las miradas de todos. Elena, que en el fondo aún siente afecto por su hermana, huye de allí. Sin embargo, tras conversar con otro niño fantasma que se ha visto obligado a asesinar a sus padres, acaba por regresar al hotel para continuar con el plan previsto.
El episodio termina con Elena y don Marcelino, junto con los demás fantasmas del hotel, eligiendo personas vivas por la calle y siguiéndolas para matarlas.

### La salida del laberinto
- Director:

Enrique Nicanor
- Reparto:

Eva Cobo, Germán Cobos, Javier Bardem y Alicia Hermida.
- Argumento:

Una mujer (Eva Cobo) sufre un accidente de tráfico, y despierta en el Hospital St. Minos con amnesia total. Privada de sus pertenencias y su documentación, y sin más ropa que una vieja gabardina, se escapa del hospital aprovechando la ausencia del médico y un descuido de la enfermera (Alicia Hermida). Tras una persecución por el hospital, consigue escapar metida dentro de una ambulancia y acaba vagando por las calles de Madrid, donde se ve acosada por niños y un atracador intenta violarla en un túnel.
Llegando a un parque público, la mujer se asoma a un telescopio, con el que observa una noria en cuyas cabinas están subidos, entre otros, el médico y la enfermera que la persiguen. De repente, aparece un coche, del que se baja un hombre que afirma conocerla y que se la lleva por la fuerza junto a un cómplice.
El automóvil se dirige a un finca en las afueras llamada Ganadería Knosos. El propietario de la finca (Germán Cobos), que llama "Mariadna" a la mujer (que oye mal y cree oír "Mariana"), se niega a creer que sufre amnesia y le exige que le entregue unos documentos. Ante su insistencia, el ganadero acepta ir al hospital a comprobar la veracidad de sus palabras amenazándola con dejarla a solas con su mayoral en caso de que mienta. Más tarde, el ganadero llama a uno de sus cómplices desmintiendo las palabras de Mariadna.
El mayoral encierra a la mujer con un toro para que la mate, pero un joven al que llaman "El Semental" (Javier Bardem) la saca de allí y ambos huyen en una motocicleta.
"El Semental" conduce a Mariadna hasta su propia casa, donde intenta seducirla, pero ella lo rechaza debido a su amnesia. El joven le explica que se llama Tessy, que son novios y que tienen previsto viajar a Cuba al día siguiente. Mariadna acaba por ceder y se deja seducir por Tessy, que le aconseja, misteriosamente, que se arregle un botón descosido de la gabardina y le entrega una aguja.
A la noche siguiente, la pareja se dirige al aeropuerto, donde el ganadero y sus secuaces les tienden una emboscada. Tessy muere tiroteado, mientras que Mariadna logra escapar en un coche. Sus perseguidores chocan frontalmente con dos camiones, y ella acaba teniendo un accidente idéntico al que tuvo al comienzo al principio del episodio y despertando en St. Minos con el médico y la enfermera. Al quedarse sola, Mariadna comprueba que la gabardina conserva el botón descosido y la aguja que le dio Tessy.
El episodio acaba con la noria girando sin parar en la noche, dando a entender que Mariadna está condenada a repetir su historia una y otra vez.

### Una bola de nieve en el infierno
- Director:

Manuel Vidal Estévez
- Reparto:

Francisco Vidal, Marcela Warlerstein, Manuel de Blas, José Yepes.
- Argumento:

Ibáñez (Francisco Vidal) es un tímido profesor de Arte y pintor aficionado, aquejado de una misteriosa enfermedad que le provoca terribles dolores abdominales y que a duras penas puede controlar a base de pastillas. Está casado con Silvia (Marcela Warlerstein), una mujer más joven que él que se divierte gastándole bromas crueles y que, además, no muestra ninguna compasión al verlo sufrir por su enfermedad. 
Un día, después de sufrir un vergonzoso sabotaje en una de sus clases por parte de Silvia, Ibáñez acude a la galería de arte de su amigo Giner (Manuel de Blas), al que prestó uno de sus cuadros tiempo atrás, con el propósito de recuperarlo; sin embargo, para su enorme decepción, Giner no solo ha vendido la pintura, sino que lo ha hecho como si fuera una creación propia. Por si fuera poco, al regresar al chalé en el que vive, Ibáñez es víctima de una nueva broma por parte de Silvia, que lo asusta fingiendo estar muerta en la bañera. La pareja vuelve a mantener una agria discusión a la mañana siguiente, cuando Ibáñez sorprende a Silvia tomando el sol completamente desnuda en el jardín ante la atenta mirada de un lascivo vigilante (José Yepes).
El apocado profesor llega a su límite en una noche de luna llena: harto de que su esposa haga ruido intencionadamente para entorpecer su trabajo, Ibáñez, que sufre una crisis aguda de dolor, ataca a Silvia, que literalmente muere de miedo ante el comportamiento de su marido. El hombre sale al jardín aullando y retorciéndose y mata al vigilante mientras sucumbe a su enfermedad: la licantropía. Ya totalmente transformado en hombre lobo, Ibáñez se deja caer en la piscina, de la que emerge nuevamente en forma humana.
El episodio concluye con Ibáñez flotando en la piscina y mirando al cielo nocturno con expresión satisfecha, dispuesto a no contener más a su otro yo.

### Un corazón solitario
- Director:

Silvie Zadie
- Reparto:

Rosa Novell, Simón Andreu.
- Argumento:

Gloria (Rosa Novell) es una tímida empleada de la Biblioteca Naval que divide su tiempo entre su trabajo y su solitaria vida personal, que pasa tocando el piano en su viejo apartamento y coleccionando muñecas. Harta de su soledad, causada por una adolescencia marcada por múltiples de problemas de salud, y sin imaginar que uno de sus compañeros de trabajo la ama en secreto, escribe a la sección de contactos de una revista para intentar conocer a un hombre. Un día, Gloria recibe una llamada telefónica de un hombre llamado Pepe Ramírez (Simón Andreu) como respuesta a su anuncio. Gloria acepta citarse con él, sin sospechar que todo es una broma pesada por parte de Pepe y su amigo, dos hombres que suelen reunirse en una cafetería cerca de la Biblioteca. 
A medida que conoce a la amable y dulce Gloria, que afirma que fue una niña muy guapa pero que "la pubertad la mató" y lleva muerta desde los trece años, Pepe comienza a sentirse verdaderamente atraído por ella; sin embargo, decide seguir con la broma hasta el final, y los dos acaban teniendo relaciones sexuales en el apartamento de ella. A la mañana siguiente, Gloria despierta completamente sola en su casa al oír el teléfono; quien llama es el amigo de Pepe, que se burla de ella cruelmente por haber caído en la trampa de ambos y le desvela que Pepe ni siquiera se llama José Ramírez, sino José Calleja. Gloria descubre entonces en el suelo uno de los gemelos de Pepe, que lleva grabadas las iniciales "J.C.", y comprueba que su interlocutor dice la verdad; llena de dolor, se suicida con una sobredosis de un fármaco.
Pocas horas después, Pepe (que se arrepiente de lo que ha hecho) y su amigo están conversando en la cafetería sobre el éxito de su broma cuando aparece la Policía y se llevan al primero detenido; el compañero de Gloria, que sabe todo lo sucedido, ha llevado a la comisaría el gemelo extraviado para acusar a Pepe de la muerte de ella.
El episodio acaba con el compañero de trabajo dejando unas flores en la tumba de Gloria, con gesto profundamente dolido; la cámara enfoca entonces a un nicho donde se lee el epitafio "GLORIA. MURIÓ A LA EDAD DE 13 AÑOS. R.I.P." con un retrato de Gloria de adolescente.

### La visita
- Director:

Luis Ariño
- Reparto:

Nuria Gallardo, Antonio Dechent, Vicente Genovés, César Vea, Balbino Lacosta y Francisco Catalá.
- Argumento:

Adela (Nuria Gallardo) es una mujer que vive sola como inquilina en una gran casa próxima a una carretera. Durante la Noche de Difuntos, de camino a su casa, ve a un grupo de hombres de aspecto sospechoso con gabardinas y sombreros rodeando a otro tumbado en el suelo; asustada, decide regresar a casa en taxi, pero el taxista (Francisco Catalá) la abandona a mitad de camino y en plena tormenta. Finalmente, Adela logra llegar a su casa, donde se da una ducha; mientras tanto, sin que ella lo sepa, la puerta del sótano, cerrada con un candado, se mueve como si alguien quisiera abrir desde dentro.
A medianoche, un hombre llama a su puerta: se trata de Lorenzo Barrera (Antonio Dechent), el antiguo propietario de la casa, afirmando que ha habido un accidente de aviación. Adela, que alquiló su casa a través de una agencia inmobiliaria, no solo reconoce su nombre por el contrato, sino también porque Lorenzo fue miembro de un grupo musical, "Loren y los Sesos Huecos". 
Lorenzo le pide a Adela que le permita bajar al sótano, donde ensayaba con su grupo y aún se guardan sus antiguos instrumentos, pero ella afirma que la puerta está cerrada y no tiene la llave del candado; sin embargo, para su sorpresa, el candado ha desaparecido y la puerta se abre fácilmente. En el sótano, Adela se siente terriblemente incómoda porque oye voces y ruidos extraños que, aparentemente, Lorenzo no parece percibir; además, las paredes parecen moverse y palpitar. 
Nada más volver arriba, llegan a la casa los hombres con gabardinas (Vicente Genovés, César Vea y Balbino Lacosta), que resultan ser los antiguos compañeros de Lorenzo y llevan un ataúd. Persuadida por Lorenzo, que la convence de que el ataúd está vacío y por quien comienza a sentirse atraída, Adela los deja entrar a regañadientes y ve cómo bajan el ataúd al sótano. Acunada por Lorenzo (cuyo corazón no logra oír), Adela se queda dormida entre sus brazos y tiene pesadillas en las que ella aparece amortajada para ser enterrada. 
Al despertar, se dirige al sótano, donde halla a Lorenzo junto al ataúd, donde él le revela que él es el muerto que van a enterrar. Al final del episodio, ambos lamentan no haberse conocido en circunstancias mejores.

### Ritesti
- Director:

Iván Zulueta
- Reparto:

Rodrigo Valverde, Cyra Toledo, José Conde, Gustavo Pérez de Ayala.
- Argumento:

Un joven soldado (Rodrigo Valverde) vestido de paisano llega en tren a una estación solitaria donde tiene que hacer trasbordo. Aconsejado por el jefe de estación y los revisores, el joven espera dentro del edificio y se queda dormido, y a partir de ese instante comienzan a confundirse sueño y realidad. 
El soldado, que continuamente oye gritos de mujer, ladridos de perros y relinchos de caballos, despierta al oír las campanadas de las doce, y descubre la estación cerrada y las luces apagadas; el personal de la estación se ha olvidado de él. Sin embargo, el joven logra encontrar una puerta abierta, y se dirige al único sitio que encuentra abierto en plena noche: la Pastelería Ritesti. Ante el escaparate de la tienda, el joven queda fascinado no solo por los apetitosos productos, sino también por las pinturas que adornan las cajas de dulces: la serie pictórica de La historia de Nastagio degli Onesti, de Sandro Botticelli.
La pastelera (Cyra Toledo), cuya especialidad son unos dulces en forma de corazón atravesado por una espada, es una hermosa y enigmática mujer que atiende amablemente al soldado, obviando incluso que lo sorprende comiéndose un dulce sin pagar, y le explica que trabaja de noche y descansa de día. 
De vuelta en la estación, el joven vuelve a dormirse y, al despertar, es atacado por unos perros sobrenaturales, azuzados por un misterioso hombre tocado con una capa. El soldado, ahora vestido de uniforme, regresa a la pastelería, donde la pastelera lo trata con más hospitalidad y le cuenta la macabra historia de los cuadros de Botticelli; entretanto, el soldado reconoce en una fotografía al hombre de la capa. Al notar que el joven parece cansado, la mujer lo invita a quedarse en la pastelería y compartir cama con ella. 
Los dos comienzan a tener relaciones sexuales y, sin que el soldado se dé cuenta, su piel empieza a cubrirse de manchas de sangre. De repente, se abre tras ellos una pared tras la cual hay una habitación en llamas, y de allí sale el hombre de la capa, que atraviesa la espalda de la mujer y le saca el corazón con un cuchillo. Horrorizado, el soldado se aparta, y cae por un abismo.
Por la mañana, el joven despierta semidesnudo y cubierto de sangre en la estación, y descubre que la pastelería es un montón de ruinas quemadas. El jefe de estación y el revisor, que se burlan de él, lo obligan a quedarse una noche más para coger el siguiente tren de la noche, y vuelven a sucederse diferentes escenas del episodio en desorden, dando a entender que el soldado está atrapado en una pesadilla sin fin.
- Datos: Q5792825